# Mycetophila paula
Mycetophila paula är en tvåvingeart som först beskrevs av Friedrich Hermann Loew 1870.  Mycetophila paula ingår i släktet Mycetophila och familjen svampmyggor. Inga underarter finns listade i Catalogue of Life.